# Oxira breviuscula
Oxira breviuscula là một loài bướm đêm trong họ Noctuidae.